# Renault Wind
El Renault Wind es un automóvil descapotable de dos plazas (roadster) fabricado por Renault. El prototipo del Wind fue presentado en septiembre de 2004 en el Salón del Automóvil de París (Mondial de l'Automobile).
En febrero de 2010, Renault anuncia que se inicia la fase de producción del Wind. Su diseño final fue revelado en el Salón del Automóvil de Ginebra en marzo de 2010.
El diseño final es de un vehículo de dos plazas, a diferencia del diseño inicial donde era de 3 plazas 2 delanteras más 1 trasera.

## Motor
En España se vende con dos motorizaciones ambas de gasolina una de 100 cv 1149 CC y 4 cilindros y otra de 130 cv 1600 CC y 4 cilindros.

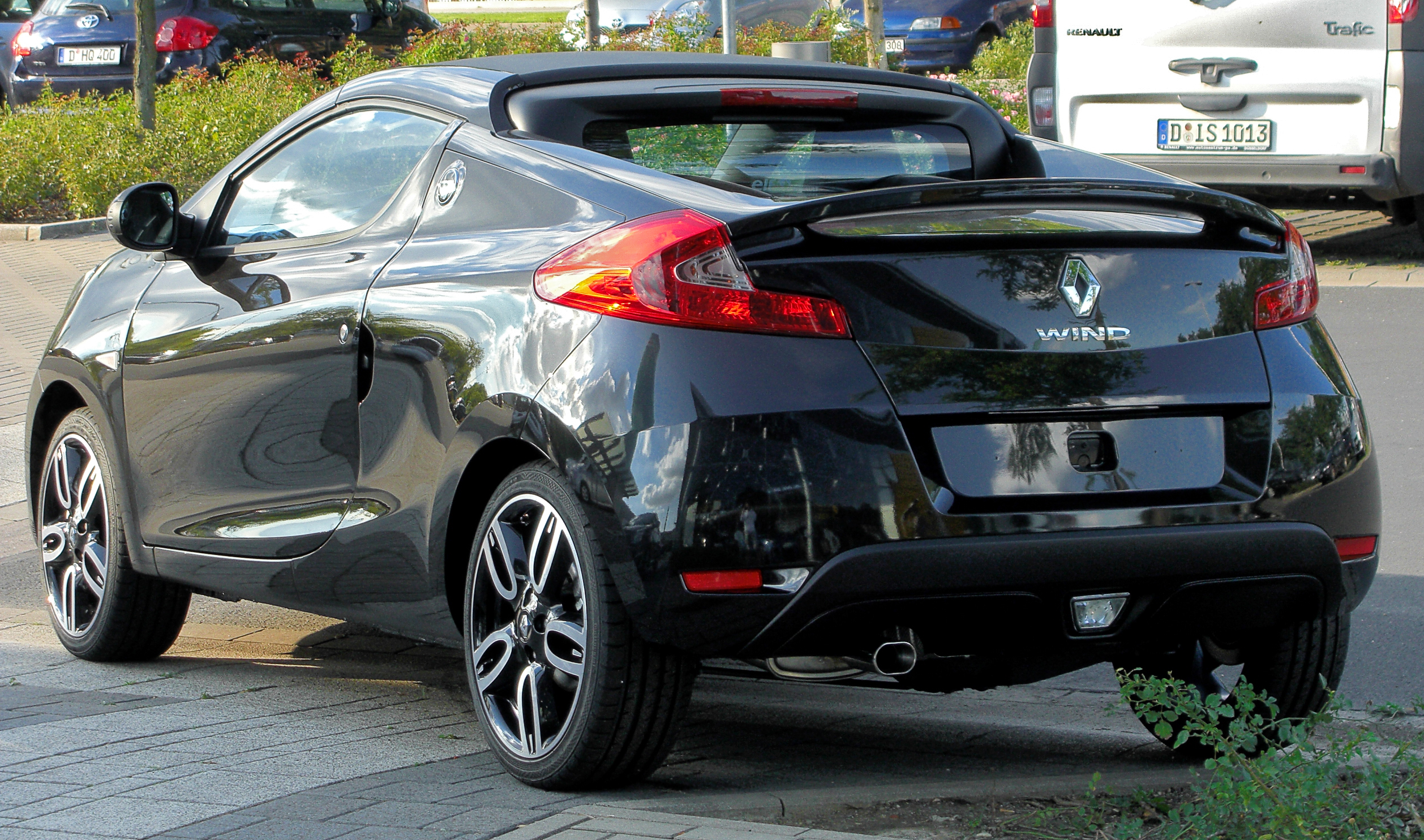
Vista trasera del Wind